# Kasimov
Kasimov (rusky Касимов, tatarsky Qasím), historicky Xankirmän (rusky Хан-Кермень, tatarsky Ханкирмән) a poté do roku 1376 Goroděc Meščorskij (rusky Городец-Мещёрский) a později do roku 1471 Novyj Nizovoj Gorod (rusky Новый Низовой Город), je město v centrální oblasti Ruska, 262 km východně od Moskvy, v Rjazaňské oblasti, na levém břehu řeky Oky, sloužící jako administrativní centrum Kasimovského okresu.

## Historie
První zaznamenaným osídlením byl finský kmen Meščerů, později asimilovaný Rusy a Tatary.

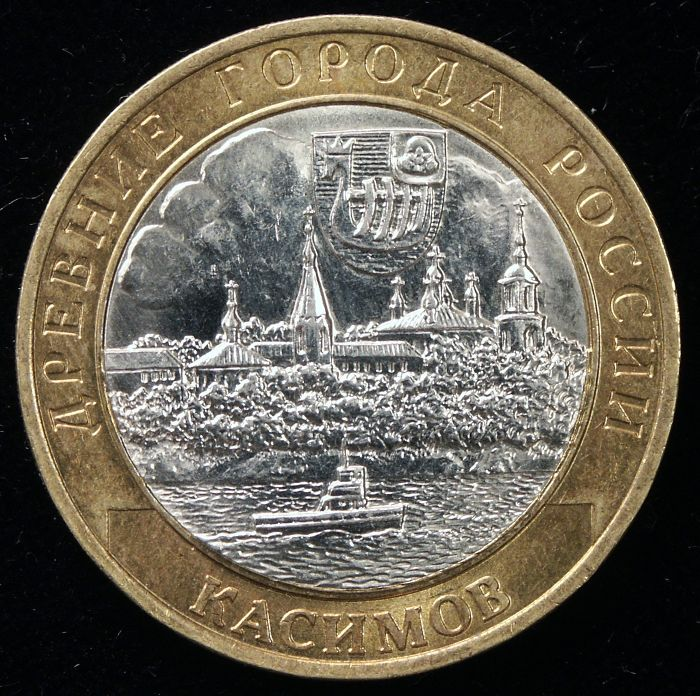
Desetirublová pamětní mince z roku 2003 v sérii „stará ruská města“ zobrazující Kasimov

Město bylo založeno v roce 1152 vládcem Vladimirsko-Suzdalského knížectví Jurijem zvaným Dolgorukij jako Groděc, později Goroděc Meščorskij. V roce 1376 bylo město zničeno tatarsko-mongolskými útočníky v odvetném úderu za napadení Zlaté hordy, brzy však vyrostlo nedaleko ruin město nové, zvané Novyj Nizovoj. Po Bitvě u Suzdalu roku 1445, v níž byl zajat velkokníže Vasil II., byly meščorské země dány Olugu Muhammedovi (tatarsky Oluğ Möxämmät), chánu Kazaňského chanátu, jako výkupné za život knížete. V roce 1452 dal velkokníže Vasil II. Moskevský toto město kazaňskému princi kasimského chána, který sloužil Velké hordě jako přijímatel darů, posléze však vstoupil do ruských služeb. Podle jiných zdrojů Kasím (tatarsky Qasím) a jeho bratr Josif uprchli z Kazaně, jakmile ztratili naději na trůn ve prospěch jejich bratra Mahmúda (tatarsky Mäxmüd). Po roce 1471 bylo město známo jako Qasím. Zůstalo hlavním městem Kasimovského chanátu až do roku 1681, kdy byl tento stát pohlcen Ruskem.
V 15. století se zde znovu usadila skupina Tatarů a od té doby je město známo jako tatarský Qasím. Mluvili mišarským dialektem smíšeným se středním kazaňským dialektem tatarského jazyka.
Od 13. století se Kasimov stal v tomto regionu jedním z center islámu. Byl částí Mišarské jurty, části Zlaté hordy.
V 17. století bylo město rozděleno do tří částí:
- Staré město (rusky: Старый Посад, tatarsky: İske Bistä) a Tatarské město (rusky: Татарская слобода, tatarsky: Tatar Bistäse), ovládané chánem Kasímského chanátu a tatarskými šlechtici;
- Jamské město (rusky: Ямская слобода) s ruským obyvatelstvem, ovládané Moskvou;
- město Marfin (rusky: Марфина слобода, tatarsky: Marfin Bistäse) – část města, ovládaná Kasimovskými vojvody, tj. ruskými gubernátory.

## Počet obyvatel
- 1910 – 17 000
- 2000 – 38 000
- 2010 – 33 494[3]

Tatarsky mluvící populace Kasimova:
- 1910 – 2 000[p 1]
- 2000 – 500
- 2010 – 330[p 2]

## Historické budovy
- Kamenná mešita (1467)
- Mauzoleum chána Šachghaliho (tatarsky: Şahğäli) (1555)
- Mauzoleum kasímského chána Afghána Muhammeda (tatarsky: Äfğan Möxämmäd) (1658)
- Ruské ortodoxní kostely:
  - Kostel Zjevení Páně (rusky: Богоявленская церковь) ze 17. století
  - Kostel svatého Mikuláše (rusky: Никольская церковь) ze 17. století
  - Kostel svaté Trojice (rusky: Троицкая церковь) ze 17. století
  - Katedrála Nanebevzetí (rusky: Вознесенский собор) z 19. století